# Semelidae
Semelidae é uma família de moluscos bivalves da ordem Veneroida.

## Classificação
Família Semelidae
- Gênero Abra Lamarck, 1818
  - Abra aequalis (Say, 1822)
  - Abra alba
  - Abra californica Kundsen, 1970
  - Abra lioica (W. H. Dall, 1881)
  - Abra longicallis Sacchi, 1836
  - Abra nitida (O. F. Mueller, 1776)
  - Abra pacifica W. H. Dall, 1915
  - Abra prismatica
  - Abra profundorum E. A. Smith, 1885
  - Abra tenuis (Montagu, 1818)
  - Abra tepocana W. H. Dall, 1915
- Gênero Cumingia G. B. Sowerby I, 1833
  - Cumingia californica Conrad, 1837
  - Cumingia coarctata G. B. Sowerby I, 1833
  - Cumingia tellinoides (Conrad, 1831)
- Gênero Ervilia Turton, 1822
  - Ervilia bisculpta
  - Ervilia castanea (Montagu, 1803)
  - Ervilia concentrica (Holmes, 1860)
  - Ervilia nitens (Montagu, 1808)
  - Ervilia sandwichensis
  - Ervilia subcancellata E. A. Smith, 1885
- Gênero Leptomya A. Adams, 1864
  - Leptomya retiara aucklandica Powell
  - Leptomya retiara retiara (Hutton, 1885)
- Scrobicularia Schumacher, 1815
  - Scrobicularia plana (lamejinha ou lambujinha[2])
- Semele Schumacher, 1817
  - Semele bellastriata (Conrad, 1837)
  - Semele brambleyae (Powell, 1967)
  - Semele decisa (Conrad, 1837)
  - Semele incongrua Carpenter, 1864
  - Semele proficua (Pulteney, 1799)
  - Semele pulchra (G. B. Sowerby I, 1832)
  - Semele purpurascens (Gmelin, 1791)
  - Semele rubicola W. H. Dall, 1915
  - Semele rubropicta W. H. Dall, 1871
  - Semele rupicola W. H. Dall, 1915
  - Semele venusta (Reeve, 1853)
- Gênero Semelina W. H. Dall, 1900
  - Semelina nuculoides (Conrad, 1841)
- Gênero Theora H. Adams and A. Adams, 1856
  - Theora lubrica Gould, 1861